# Чон, Джессика
Джессика Суён Чон (кор. 제시카 정, также Чон Су Ён (кор. 정수연; род. 18 апреля 1989 года, более известная как Джессика) — американская певица, автор песен, фотомодель, модный дизайнер и предприниматель, работающая в Республике Корея. Является бывшей участницей гёрл-группы Girls’ Generation, дебютировавшей под управлением агентства S.M. Entertainment в 2007 году. В 2014 году Джессика покинула группу из-за конфликта в расписании коллектива и своей предпринимательской деятельности. В 2016 году выпустила дебютный мини-альбом With Love, J.

## Биография
Джессика родилась 18 апреля 1989 года в Сан-Франциско, США. В 2000 году во время семейной поездки в Корею её и Кристал заметили агенты S.M. Entertainment и предложили отправиться на стажировку; Джессика присоединилась к компании позже в том же году. На протяжении семи лет она стажировалась перед тем, как дебютировать в составе Girls’ Generation в августе 2007 года. В подростковые годы Джессика посещала Korea Kent Foreign School. Её младшая сестра Кристал в 2009 году дебютировала как участница f(x) под управлением той же компании. В 2014 году они вели собственное шоу «Джессика и Кристал».
Родной язык Джессики — американский английский, после переезда в Корею в возрасте 11 лет она начала изучать корейский для своей карьеры.

## Карьера

### 2007−14: Girls’ Generation
В 2000 году Джессика подписала контракт с S.M. Entertainment. 5 августа 2007 года она дебютировала в составе новой женской группы Girls’ Generation.
3 марта 2008 года вышел второй студийный альбом трио 8Eight, где Джессика приняла участие в песне «I Love You». Помимо этого она выпустила синглы с Сохён и Тиффани; записывала дуэты с другими артистами S.M (Оню из SHINee) и Паком Мюн Со. Джессика также приняла участие в записи песни «Seoul Song» с Итуком, Сонмином, Донхэ, Сивоном, Рёуком (участники Super Junior) и одногруппницами Тэён, Санни, Суён и Сохён.
14 ноября 2009 года состоялся театральный дебют Джессики в мюзикле «Блондинка в законе». В том же году она приняла участие в специальном летнем выпуске телешоу «Испытание на бесконечность», для которого записала песню «Naengmyun» с Паком Мюн Со, одним из ведущих.
В марте 2010 года девушка исполнила эпизодическую роль в дораме «О, моя леди!». В мае она и стала постоянной гостьей шоу «День рождения» вплоть до 7 июня, когда у Girls’ Generation не началась деятельность заграницей. Позже Джессика также стала постоянной гостьей шоу «Звёздный Король» с одногруппницей Юри. 13 октября был выпущен цифровой сингл «Sweet Delight». В 2011 году Чон участвовала в записи саундтрека к дораме «Романтический городок» («Because Tears Are Overflowing»). В 2012 году состоялся её актёрский дебют в сериале «Дикий роман». С 28 ноября она вновь была задействована в мюзикле «Блондинка в законе». Джессика продолжала записывать саундтреки для различных проектов, среди них также был дуэт с Кристал.
В 2014 году Джессика записала песню «Say Yes» для фильма «Сделай движение» с Кристал и Крисом (бывший участник EXO). В августе девушка запустила свой собственный бренд Blanc (позже переименован в Blanc & Eclare). В июне было запущено реалити-шоу «Джессика и Кристал» при участии Кристал.
30 сентября через свой персональный аккаунт в Weibo Джессика сообщила, что её выгнали из группы. Позже S.M. Entertainment подтвердили эту информацию, заявив, что Чон больше не является участницей группы ввиду продолжающихся конфликтов по поводу расписания деятельности. Девушка также сделала заявление через свою компанию Blanc Group, где рассказала, что покинуть группу её просила как и компания, так и другие участницы. Последней песней Джессики в составе Girls’ Generation стала «Divine», которая вошла в японский альбом хитов The Best.

### 2015−2017: Уход из S.M.Entertainment и дебют сWith Love, J
В 2015 году была подтверждена главная женская роль Джессики в китайской романтической комедии «Мне нравится эта маленькая безумная вещь», где помимо неё также сыграют Николас Се и Уильям Чан. Выход фильма состоялся в августе 2016 года. 6 августа S.M. Entertainment сообщило, что девушка уходит из компании.
В 2016 году стало известно об участии Джессики в автобиографическом фильме «Мой другой дом» о Стефоне Марбери. В феврале она подтвердила информацию о выпуске первого сольного альбома под новым лейблом — Coridel Entertainment. В апреле представители анонсировали выход на май. 17 мая состоялся выход дебютного мини-альбома With Love, J с синглом «Fly». На следующий день был выпущен клип на песню «Love Me The Same». Альбом имел успех в корейских музыкальных чартах, сингл получил статус «all-kill». 1 декабря она вернулась с рождественским мини-альбомом Wonderland.
18 апреля 2017 года был выпущен цифровой сингл «Because It’s Spring». В том же месяце авторитетное издание Forbes включило Джессику в азиатскую версию списка «30 до 30» в категории «Знаменитости». Она содержит 30 знаменитостей до 30 лет, которые значительно преуспели в областях своей деятельности. 9 августа Джессика выпустила мини-альбом My Decade, чтобы отметить свой десятилетний дебют в качестве певицы.

### 2018 — настоящее время: Сольная карьера
7 мая 2018 года стало известно, что Чон подписала контракт с United Talent Agency, которое будет заниматься продвижением исполнительницы в США. Под крылом этого лейбла также находятся Анджелина Джоли, Пол Радд и многие другие популярные актёры и певцы.
В октябре Джессика провела свой второй мини-концерт на Тайване под названием Golden Night. 14 декабря Джессика выпустила рождественский сингл под названием «One More Christmas» в сотрудничестве с южнокорейским косметическим брендом Amuse Cosmetics.
В июне 2019 года Джессика и Кристал сняли свое второе реалити-шоу в США. Она проведет свой первый японский фан-митинг, «XOXO Jessica Jung Fan Meeting», 2 октября. Ёе предстоящий сингл «Call Me Before Sleep», в котором фигурирует рэпер Giriboy, будет показан во время мероприятия, а в качестве приглашенных исполнителей выступит группа GWSN. Сингл Джессики «Call Me Before You Sleep» выйдет в цифровом формате 26 сентября и будет с участием рэпера Giriboy в корейской версии. Японская версия будет физически выпущена 9 октября с участником японской группы EXILE Elly

## Личная жизнь
С 2013 года Джессика состоит в отношениях с основателем агентства Coridel Entertainment Тайлером Квоном.

## Дискография

### Мини-альбомы
- With Love, J (2016)
- Wonderland (2016)
- My Decade (2017)

## Концерты и туры
| - Jessica Fan Meeting 2016 Asia Tour (2016) - On Cloud Nine: 1st Mini Concert (2017) | - Korea University Festival (2016) - Influence Asia 2017 (2017) |  |

## Фильмография
| Год  |     | Русское название                         | Оригинальное название          | Роль                |
| ---- | --- | ---------------------------------------- | ------------------------------ | ------------------- |
| 2008 | с   | Непрерывная женитьба                     | Unstoppable Wedding            | Принцесса Ган       |
| 2009 | с   | Тэ Хи, Хи Кё, Чжи Хён!                   | Tae-hee, Hye-kyo, Ji-hyun!     | Учитель английского |
| 2010 | с   | О, моя леди!                             | Oh! My Lady                    | В роли самой себя   |
| 2012 | с   | Дикий роман                              | Wild Romance                   | Кан Чон Хи          |
| 2012 | ф   | Это я                                    | I AM.                          | В роли самой себя   |
| 2016 | ф   | Мне нравится эта маленькая безумная вещь | I Love That Crazy Little Thing | Цянь Цянь           |
| 2017 | кор | Два швейцара 3                           | Two Bellmen Three              | Ми На Ким           |
| 2017 | ф   | Мой другой дом                           | My Other Home                  | Ян Чен              |

## Награды и номинации
| Год  | Премия                                    | Номинация                                       | Что номинировано   | Результат |
| ---- | ----------------------------------------- | ----------------------------------------------- | ------------------ | --------- |
| 2012 | SBS MTV Best of the Best                  | Лучшее Камео                                    | «Sherlock»         | Номинация |
| 2013 | The Musical Awards                        | Награда за популярность                         | Блондинка в законе | Победа    |
| 2013 | Seoul International Drama Awards          | Самый популярный саундтрек к дораме (с Кристал) | «Butterfly»        | Номинация |
| 2014 | Style Icon Awards                         | Топ-10 икон стиля (с Кристал)                   | Джессика и Кристал | Номинация |
| 2014 | Mission Hills World Celebrity Pro-Am 2014 | Награда за популярность                         | −                  | Победа    |
| 2014 | Yahoo Asia Buzz Awards                    | Самая разыскиваемая корейская исполнительница   | −                  | Победа    |
| 2014 | Sohu Fashion Awards                       | Азиатская иконя стиля                           | −                  | Победа    |
| 2015 | Yahoo Asia Buzz Awards                    | Награда за популярность в Азии                  | −                  | Победа    |
| 2016 | YinYueTai 4th V Chart Awards              | Горячий трендовый артист Азии                   | −                  | Победа    |